# Ayamonte Club de Fútbol
El Ayamonte Club de Fútbol es un club de fútbol español de la ciudad de Ayamonte en la provincia de Huelva, Andalucía. Fue fundado en 1924 y juega en la Primera División Andaluza.

## Historia
El club fue fundado el 20 de noviembre de 1924 con el nombre de Ayamonte Balompié. Fue el resultado de la unificación de los diferentes clubes que por aquella época existían en la ciudad.
El club no jugó en competiciones oficiales hasta 1951, año en el que se federó.

## Uniforme
- Uniforme titular: Camiseta roja, pantalón negro y medias negras.
- Uniforme alternativo: Camiseta dorada, pantalón dorada y medias rojas.

### Patrocinio
| Periodo | Proveedor | Patrocinador   |
| ------- | --------- | -------------- |
| 2019    | Gañafote  | Codelsur       |
| 2020    | Gañafote  | Imprenta Real  |
| 2021    | Gañafote  | Las Palmeritas |

## Estadio
El Estadio Ciudad de Ayamonte se encuentra en la localidad de Ayamonte en Huelva, tiene capacidad para 5.000 espectadores, el terreno de juego posee unas dimensiones de 100x63 metros y es de césped artificial. Entre sus instalaciones consta de 4 vestuarios para equipos, 2 vestuarios de árbitros, 2 botiquines, 1 sala de prensa, 5 sedes de clubes de fútbol locales, almacenes, cantina,etc.

## Palmarés

### Torneos nacionales
- Copa Primavera (1): 1951-1952
- Copa de Andalucía (1): 1959-60.

## Categorías inferiores
El club solo cuenta en su cantera con un equipo de categoría juvenil.

## Rivalidades
Su mayor rival es el C.D. Canela que es el otro equipo de la ciudad.